# Friedrich Profit
Friedrich Profit (* 19. Mai 1874 in Zweibrücken; † 18. August 1951 in Ludwigshafen am Rhein) war ein deutscher Politiker (SPD).

## Leben und Beruf
Profit war der Sohn eines Schreinermeisters und besuchte die Volksschule. Nach einer Schlosserlehre von 1888 bis 1890 trat er 1892 in Düsseldorf dem Deutschen Metallarbeiter-Verband bei. Auf seiner Wanderschaft betätigte er sich in verschiedenen deutschen Städten gewerkschaftlich. Seinen Militärdienst absolvierte er von 1894 bis 1896.
1897 kam er zu den Pfälzischen Eisenbahnen nach Ludwigshafen am Rhein und organisierte die Gründung einer Ortszelle der Eisenbahnergewerkschaft. Nach seiner Entlassung im April 1898 arbeitete er erst in einer Mannheimer Maschinenfabrik und von 1900 bis 1906 bei der AOK und leitete das Gewerkschaftskartell.

## Politik
Profit trat 1892 in Berlin der SPD bei. 1898/99 war er Redakteur der Parteizeitung Pfälzische Post. 1906 wurde er hauptamtlicher Sekretär der Partei, was er bis 1921 blieb. Nach dem Tod von Franz Josef Ehrhart stieg er zum führenden Sozialdemokraten in der Pfalz auf. Von 1909 bis 1920 gehörte er dem Stadtrat von Ludwigshafen am Rhein an. Von 1912 bis 1920 war er Abgeordneter im Bayerischen Landtag. Er gehörte der Versailler Delegation als Sachverständiger für Pfalzfragen an. Von 1921 bis 1933 war er zunächst als Oberregierungsrat und Referent im Reichsarbeitsministerium und später als Ministerialrat im Reichsministerium für besetzte Gebiete tätig. 1923 war er Reichskommissar und Vorsitzender des Ruhrabwehrausschusses Mannheim/Heidelberg.
Nach 1945 beteiligte er sich am Wiederaufbau der pfälzischen SPD.

## Ehrungen
Die Städte Ludwigshafen am Rhein und Speyer haben jeweils eine Straße nach Friedrich Profit benannt.